# Kloodi
Kloodi  est un village estonien appartenant à la commune de Rakvere dans le Virumaa occidental. Sa population est de 17 habitants(1.1.2010). 